# Kyathanahalli, Malavalli
Kyathanahalli là một làng thuộc tehsil Malavalli, huyện Mandya, bang Karnataka, Ấn Độ.